# فهرست بخش‌های استان مازندران
فهرست بخش‌های استان مازندران برپایهٔ سرشماری سال ۱۳۹۵ خورشیدی:
| ردیف | نام بخش              | شهرستان       | مرکز بخش         | تعداد شهرها | جمعیت (۱۳۹۵) | تعداد خانوار | رتبه در شهرستان |
| ---- | -------------------- | ------------- | ---------------- | ----------- | ------------ | ------------ | --------------- |
| ۱    | بخش مرکزی            | ساری          | ساری             | ۱           | ۴۲۹٬۶۲۰      | ۱۴۰٬۴۹۲      | ۱               |
| ۲    | بخش مرکزی            | بابل          | بابل             | ۲           | ۳۴۹٬۰۹۸      | ۱۱۳٬۶۸۷      | ۱               |
| ۳    | بخش مرکزی            | قائمشهر       | قائمشهر          | ۲           | ۳۰۹٬۱۹۸      | ۱۰۲٬۹۴۹      | ۱               |
| ۴    | بخش مرکزی            | آمل           | آمل              | ۱           | ۲۹۶٬۸۰۰      | ۹۸٬۱۴۷       | ۱               |
| ۵    | بخش مرکزی            | بهشهر         | بهشهر            | ۳           | ۱۵۷٬۰۹۷      | ۵۱٬۲۷۳       | ۱               |
| ۶    | بخش مرکزی            | نوشهر         | نوشهر            | ۱           | ۱۱۸٬۰۱۵      | ۳۸٬۴۳۱       | ۱               |
| ۷    | بخش مرکزی            | نکا           | نکا              | ۱           | ۱۰۶٬۱۰۶      | ۳۳٬۸۹۶       | ۱               |
| ۸    | بخش مرکزی            | تنکابن        | تنکابن           | ۲           | ۹۹٬۱۹۰       | ۳۳٬۸۰۸       | ۱               |
| ۹    | بخش مرکزی            | چالوس         | چالوس            | ۲           | ۹۶٬۲۲۴       | ۳۲٬۳۶۲       | ۱               |
| ۱۰   | بخش مرکزی            | بابلسر        | بابلسر           | ۱           | ۸۰٬۵۶۱       | ۲۶٬۳۶۰       | ۱               |
| ۱۱   | بخش مرکزی            | رامسر         | رامسر            | ۲           | ۷۴٬۱۷۹       | ۲۵٬۳۱۲       | ۱               |
| ۱۲   | بخش مرکزی            | نور           | نور              | ۳           | ۶۹٬۶۰۱       | ۲۲٬۲۱۷       | ۱               |
| ۱۳   | بخش مرکزی            | محمودآباد     | محمودآباد        | ۲           | ۶۵٬۷۶۷       | ۲۱٬۶۴۳       | ۱               |
| ۱۴   | بخش مرکزی            | جویبار        | جویبار           | ۱           | ۵۴٬۸۱۹       | ۱۷٬۸۰۴       | ۱               |
| ۱۵   | بخش لاله آباد        | بابل          | زرگرمحله         | ۱           | ۴۹٬۱۴۲       | ۱۶٬۲۶۲       | ۲               |
| ۱۶   | بخش گتاب             | بابل          | گتاب             | ۱           | ۴۷٬۰۵۴       | ۱۵٬۴۹۷       | ۳               |
| ۱۷   | بخش مرکزی            | فریدونکنار    | فریدونکنار       | ۱           | ۴۶٬۷۰۳       | ۱۵٬۵۳۶       | ۱               |
| ۱۸   | بخش چمستان           | نور           | چمستان           | ۱           | ۴۴٬۳۰۰       | ۱۴٬۱۸۷       | ۲               |
| ۱۹   | بخش خرم‌آباد          | تنکابن        | خرم‌آباد          | ۱           | ۴۱٬۰۰۶       | ۱۴٬۱۱۱       | ۲               |
| ۲۰   | بخش مرکزی            | میاندورود     | سورک             | ۱           | ۴۰٬۳۰۳       | ۱۳٬۲۲۴       | ۱               |
| ۲۱   | بخش دابودشت          | آمل           | دابودشت          | ۱           | ۳۹٬۴۷۶       | ۱۳٬۳۰۳       | ۲               |
| ۲۲   | بخش دشت سر           | آمل           | اجبارکلا         | ۱           | ۳۸٬۸۸۸       | ۱۲٬۸۱۲       | ۳               |
| ۲۳   | بخش بندپی شرقی       | بابل          | گلوگاه           | ۱           | ۴۲۹٬۶۲۰      | ۱۴۰٬۴۹۲      | ۴               |
| ۲۴   | بخش سرخرود           | محمودآباد     | سرخرود           | ۱           | ۳۲٬۶۴۰       | ۱۱٬۱۶۷       | ۲               |
| ۲۵   | بخش رودبست           | بابلسر        | هادی‌شهر          | ۱           | ۳۰٬۶۲۹       | ۱۰٬۱۹۲       | ۲               |
| ۲۶   | بخش مرکزی            | گلوگاه        | گلوگاه           | ۱           | ۲۸٬۲۲۲       | ۹٬۲۵۲        | ۱               |
| ۲۷   | بخش بندپی غربی       | بابل          | خوش رودپی        | ۱           | ۲۶٬۲۳۳       | ۸٬۹۱۱        | ۵               |
| ۲۸   | بخش نشتا             | تنکابن        | نشتارود          | ۱           | ۲۵٬۹۳۵       | ۸٬۷۱۶        | ۳               |
| ۲۹   | بخش مرکزی            | عباس‌آباد      | عباس‌آباد         | ۱           | ۲۵٬۴۳۶       | ۸٬۴۴۷        | ۱               |
| ۳۰   | بخش بابل کنار        | بابل          | مرزیکلا          | ۱           | ۲۵٬۱۷۰       | ۸٬۶۹۲        | ۶               |
| ۳۱   | بخش بهنمیر           | بابلسر        | بهنمیر           | ۱           | ۲۴٬۰۰۱       | ۷٬۹۳۰        | ۳               |
| ۳۲   | بخش مرکزی            | کلاردشت       | کلاردشت          | ۱           | ۲۳٬۶۴۸       | ۸٬۰۶۷        | ۱               |
| ۳۳   | بخش گیل خوران        | جویبار        | کوهی‌خیل          | ۱           | ۲۲٬۷۵۷       | ۷٬۴۷۴        | ۲               |
| ۳۴   | بخش مرکزی            | سوادکوه       | پل سفید          | ۲           | ۲۲٬۵۳۷       | ۷٬۸۳۱        | ۱               |
| ۳۵   | بخش رودپی            | ساری          | اکند             | ۰           | ۲۲٬۱۲۶       | ۷٬۳۴۱        | ۲               |
| ۳۶   | بخش زیرآب            | سوادکوه       | زیرآب            | ۱           | ۲۱٬۳۷۶       | ۷٬۱۲۵        | ۲               |
| ۳۷   | بخش کجور             | نوشهر         | کجور             | ۲           | ۲۰٬۸۹۷       | ۷٬۳۲۷        | ۲               |
| ۳۸   | بخش مرزن آباد        | چالوس         | مرزن آباد        | ۱           | ۲۰٬۳۱۸       | ۶٬۷۴۳        | ۲               |
| ۳۹   | بخش مرکزی            | سوادکوه شمالی | شیرگاه           | ۱           | ۱۷٬۸۱۸       | ۶٬۰۸۷        | ۱               |
| ۴۰   | بخش امامزاده عبدالله | آمل           | امامزاده عبدالله | ۱           | ۱۷٬۷۹۱       | ۵٬۶۳۷        | ۴               |
| ۴۱   | بخش چهاردانگه        | ساری          | کیاسر            | ۱           | ۱۷٬۳۷۶       | ۶٬۰۳۵        | ۳               |
| ۴۲   | بخش سلمانشهر         | عباس‌آباد      | سلمانشهر         | ۱           | ۱۶٬۴۲۷       | ۵٬۲۵۳        | ۲               |
| ۴۳   | بخش رودپی شمالی      | ساری          | فرح‌آباد          | ۱           | ۱۵٬۴۹۶       | ۴٬۴۳۲        | ۴               |
| ۴۴   | بخش گهرباران         | میاندورود     | طبقده            | ۱           | ۱۴٬۷۵۰       | ۵٬۰۲۹        | ۲               |
| ۴۵   | بخش هزارجریب         | نکا           | استخرپشت         | ۰           | ۱۳٬۴۰۵       | ۴٬۲۸۲        | ۲               |
| ۴۶   | بخش دهفری            | فریدونکنار    | کاردگرمحله       | ۰           | ۱۳٬۳۲۸       | ۴٬۵۳۰        | ۲               |
| ۴۷   | بخش مرکزی            | سیمرغ         | کیاکلا           | ۱           | ۱۲٬۷۹۸       | ۴٬۳۳۳        | ۱               |
| ۴۸   | بخش کلیجان رستاق     | ساری          | پایین هولار      | ۱           | ۱۲٬۰۲۴       | ۴٬۲۹۵        | ۵               |
| ۴۹   | بخش کلباد            | گلوگاه        | لمراسک           | ۰           | ۱۱٬۸۵۶       | ۳٬۸۹۵        | ۲               |
| ۵۰   | بخش یانه سر          | بهشهر         | بیشه‌بنه          | ۰           | ۱۱٬۶۷۲       | ۳٬۸۶۷        | ۲               |
| ۵۱   | بخش کلار             | عباس‌آباد      | کلارآباد         | ۱           | ۴۲۹٬۶۲۰      | ۱۴۰٬۴۹۲      | ۳               |
| ۵۲   | بخش لاریجان          | آمل           | گزنک             | ۲           | ۸٬۶۸۴        | ۳٬۱۳۵        | ۵               |
| ۵۳   | بخش دودانگه          | ساری          | فریم             | ۱           | ۷٬۶۵۳        | ۲٬۸۷۰        | ۶               |
| ۵۴   | بخش بلده             | نور           | بلده             | ۱           | ۷٬۶۳۰        | ۲٬۹۴۶        | ۳               |
| ۵۵   | بخش نارنجستان        | سوادکوه شمالی | چای‌باغ           | ۰           | ۷٬۰۱۶        | ۲٬۳۸۹        | ۲               |
| ۵۶   | بخش تالارپی          | سیمرغ         | سنگتاب           | ۰           | ۶٬۵۷۸        | ۲٬۳۰۳        | ۲               |
| ۵۷   | بخش کوهستان          | تنکابن        | گلعلی‌آباد        | ۰           | -            | -            | ۴               |